# Atentado de Monterrey de 2011
El Atentado de Monterrey de 2011 fue un atentado terrorista ocurrido el 25 de agosto de ese año en el casino Royale, ubicado en un sector de la clase media de Monterrey, que produjo la muerte de 52 personas, entre ellas una mujer embarazada. El incidente es uno de los ataques más letales contra la sociedad en México desde que el expresidente Felipe Calderón lanzó una ofensiva en contra de los cárteles de drogas en 2006.

## Historia
Grupo Royale fue un conjunto de salas de apuestas y de entretenimiento con sucursales en  Monterrey, Mazatlán, Los Cabos, así como en Escobedo bajo el nombre «Fantastic Escobedo».
El casino Royale San Jerónimo se localiza en el cruce de las calle Jesús María González y la avenida San Jerónimo, y sus propietarios son Mexicanos, quienes también son dueños de Conexiones y Mangueras S.A. (Cymsa) y Entertainment Enterprises of México S.A. de C.V. Fue inaugurado en noviembre de 2007 ante más de 500 personas que dispusieron de dos millones de pesos en cortesías que el lugar regaló.

## Antecedentes
Anteriormente el casino ya había tenido otros ataques. El 17 de enero de 2011, se difundió través de los medios de comunicación que el negocio había sido víctima de la delincuencia organizada y que un comando armado había entrado a las instalaciones sometiendo a las personas presentes, hecho que fue negado por el que entonces era su apoderado legal, Enrique Hernández Navarro. La madrugada del 25 de mayo de ese mismo año fue asaltado por un grupo de delincuentes que realizó detonaciones con armas de fuego, apoderándose de dinero de clientes y del establecimiento, siendo uno de los varios casinos atacados ese día.
El 4 de mayo de 2011 el casino había sido clausurado por el Municipio de Monterrey por carecer de los permisos para ampliar sus instalaciones, reabriendo sus puertas el 31 de mayo debido a un amparo de los propietarios ante al Tribunal de lo Contencioso Administrativo del Estado, alegando que se trataba de una remodelación. Dicho amparo fue concedido por el magistrado José Alfonso Solís Navarro.

## Desarrollo
Un grupo de entre 13 y 16 personas causaron una masacre en el casino Royale, al poniente de la ciudad de Monterrey, al causar intencionalmente un incendio que hasta la madrugada del 26 de agosto había dejado al menos 52 personas muertas, y 10 lesionados.
Minutos antes de las 2 de la tarde más de 12 personas integrantes de "Los Zetas" junto a alguno de sus jefes se reunieron en el restaurante "El Gran Pastor", que se encuentra en la avenida Gonzalitos, cerca de la avenida San Jerónimo, en la ciudad de Monterrey. Para las 3 de la tarde salieron del restaurante con dirección a una gasolinera para cargar bidones con gasolina, posteriormente se enfilaron a la avenida Gonzalitos, con dirección al casino.
El ataque habría ocurrido alrededor de las 15:50 horas, siendo causado varios hombres armados, que bajaron de cuatro automóviles, un Mini Cooper, una camioneta Equinox, una GMC azul y un Sedán gris, uno de ellos golpeó a la joven de la recepción con un arma, gritando "ya se los cargó la v**ga", posteriormente realizaron disparos, robaron las pertenencias a algunos de los clientes, y empezaron a destruir algunas de las máquinas y rociar al menos 4 bidones de gasolina en el área de bingo, y según testimonios contradictorios de testigos hubo una explosión al menos de una granada en el recinto, algunos de ellos logrando salir por la puerta principal, pero siendo imposible conforme las llamas crecían, para salir en aproximadamente dos minutos y medio, y por la desesperación, algunas personas fueron pisoteadas por la estampida, mientras las salidas de emergencia permanecían cerradas con llave. Todas las víctimas murieron asfixiadas por intoxicación por monóxido de carbono, escondidas en los baños y oficinas luego de tratar de huir de los agresores subiendo al segundo piso del establecimiento, el cual no contaba con salida alguna. Pasada la noche, se desplomó el segundo piso del establecimiento.
Un día antes, el 24 de agosto, en la vecina ciudad de Saltillo, también se registró un atentado en una casa de apuestas del Grupo Caliente propiedad de Hank Rhon, en el que hubo detonaciones y disparos. Y no alcanzó a pasar una semana desde el tiroteo en las afueras de un estadio en Torreón en el estado de Coahuila, que obligó a la suspensión del partido de fútbol de primera división.

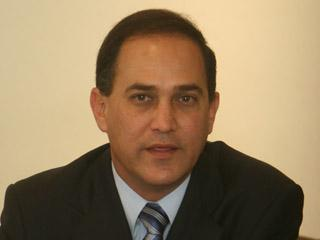
Fernando Larrazabal, alcalde de Monterrey.

## Acciones posteriores
La empresa Atracciones y Emociones Vallarta S.A. de C.V., nombre permisionario con el que está registrado, cuyo Consejo de Administración está integrado por Rodrigo Madero Covarrubias, José Francisco Madero Dávila y Ramón Agustín Madero Dávila negó estar relacionado con el casino Royale, pues ya se habían separado con anterioridad.
El alcalde de la ciudad Fernando Larrazábal y Juana María Treviño Torres, presidenta del Tribunal de lo Contencioso Administrativo, intercambiaron acusaciones de la culpabilidad de la tragedia; Larrazabal señalaba al tribunal por permitir la reapertura del casino, en tanto Treviño Torres acusaba a Protección Civil de Monterrey por no verificar la ausencia de salidas de emergencia en él.
Asimismo, el magistrado José Alfonso Solís Navarro que había otorgado el amparo, renunció a su cargo el 27 de agosto.
Un contingente de 3,000 militares y policías federales fueron enviados a la ciudad así como al resto del estado equipados con unidades blindadas y helicópteros Black Hawk para resguardar la seguridad. Además, el exalcalde de Monterrey, Adalberto Madero, fue detenido por la PGR y fuerzas federales por supuestamente estar vinculado con el consejo de administración de la empresa que supuestamente manejaba el casino Royale.
26 familias de las víctimas presentaron demanda para que se les indemnizara por lo sucedido, y les pagara la hospitalización y los gastos funerarios, aunque la empresa a través de su abogado Juan Gómez Jaime se deslindó de toda responsabilidad debido a que la tragedia está fuera del alcance de la empresa, aunque por parte del gobierno se les brindó gastos funerarios, asesoría jurídica, becas educativas y atención médica y psicológica.
El 7 de noviembre fueron clausurados dos casinos, el primero es el Montecarlo, ubicado en Mazatlán, Sinaloa y el Play Win Casino de Los Cabos, Baja California Sur; sin embargo, la empresa Entretenimiento de México asegura que ya no es socio.
Días después del atentado apareció un corrido llamado "El Muerto 53", pero se firmó como anónimo, solo busca "alcanzar la voz del pueblo".

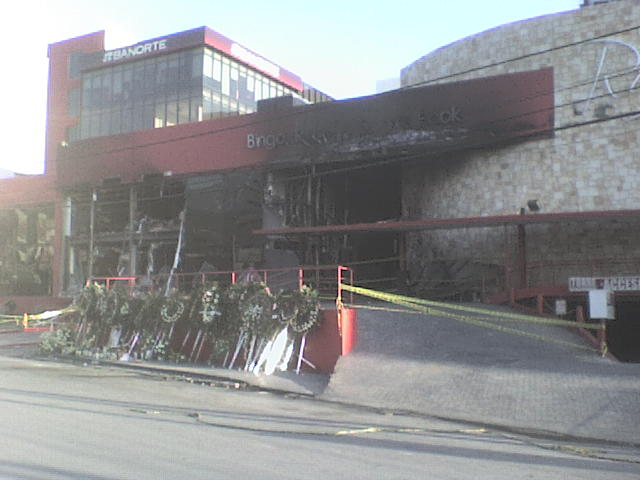
Casino Royale después del atentado.

## Sospechosos
El acto ocasionado fue atribuido al crimen organizado, del cual en un principio se tenían dos principales, el Cártel del Golfo y Los Zetas, quienes se disputan el área, que posteriormente se confirmó era el segundo. De acuerdo a testimonios se elaboraron retratos hablados de los atacantes. Asimismo, el 26 de agosto, se encontraron tres autos que habían sido robados, y coinciden con los captados por las cámaras fueron utilizados. Se ofrecieron 30 millones por parte de la PGR de recompensa por informes que den a la captura de los sospechosos.
El gobernador de Nuevo León, Rodrigo Medina de la Cruz, informó los primeros cinco detenidos por el incendio en el casino Royale en Monterrey detenidos el 29 de agosto. Los cinco sujetos confesaron haber participado en el crimen en el que murieron 52 personas, los cuales no querían matar a nadie, sólo querían asustar a los dueños del local, al no querer estos pagar una cuota semanal de 130 mil pesos para poder operar y decidieron atentar, pero la situación se les fue de control. Posteriormente fueron capturados más integrantes

### Prófugos
El 14 de septiembre el subprocurador de Control Regional de la PGR, José Cuitláhuac Salinas Martínez, anunció una lista de 18 involucrados en el ataque, de los cuales mostró las fotografías y la identidad de cuatro líderes de la organización Los Zetas: Tres de ellos fueron capturados posteriormente, y el último, Francisco Medina Mejía, alias «El Quemado» fue abatido en 4 de abril de 2012.
Del resto de los involucrados sólo se ha dado a conocer su apodo y se han presentado retratos hablados:
- «El Monterrey»[43]
- «La Kitty» o «La Pelirroja»
- «La Beba»
- «El Chimpas» y/o «Chimpa» y/o «Chilpa»
- «El Huevo»
- «El Tony»

### Capturados
| Nombre                            | Alias                  | Edad    | Fecha de captura | Notas                                                                                        |
| --------------------------------- | ---------------------- | ------- | ---------------- | -------------------------------------------------------------------------------------------- |
| Luis Carlos Carrazco Espinoza     | Chihuas                | 25      | 29 de agosto     | Trasladado al penal del Topo Chico                                                           |
| Javier Alonso Martínez Morales    | Javo                   | 37      | 29 de agosto     | Trasladado al penal del Topo Chico                                                           |
| Jonathan Jahir Reyna Gutiérrez    |                        | 18      | 29 de agosto     | Trasladado al penal del Topo Chico                                                           |
| Juan Ángel Leal Flores            | El Casillas o Cash     | 20      | 29 de agosto     | Trasladado al penal del Topo Chico                                                           |
| Julio Tadeo Berrones Ramírez      | Julio Rayas            | 28      | 29 de agosto     | Trasladado al penal del Topo Chico                                                           |
| Luis Adán Gómez Vázquez           | El Gordo               | 33      | 18 de septiembre |                                                                                              |
| Jonathan Estrada Pérez            | La Tita                | 20      | 18 de septiembre | Trasladado al penal del Topo Chico                                                           |
| Tomás Barbosa Sánchez             | Tommy                  | 21      | 18 de septiembre | Trasladado al penal del Topo Chico                                                           |
| José Alfredo Grimaldo Rodríguez   | El Tejón               | 19      | 18 de septiembre | Realizaba labores de halconeo Trasladado al penal del Topo Chico                             |
| Alan Enrique                      | El Pikachú             | 15 o 16 | 18 de septiembre | Realizaba labores de halconeo Liberado el 27 de septiembre Vuelto a detener el 26 de octubre |
| Roberto Carlos López Castro       | El Toruño              |         | 29 de septiembre |                                                                                              |
| José Alberto Loera Rodríguez      | El Voltaje             | 28      | 5 de octubre     |                                                                                              |
| Carlos Oliva Castillo             | La Rana                | 37      | 14 de octubre    | Autor intelectual del ataque                                                                 |
| Antonio Camacho Jaco              | El Bogar               | 24      | 21 de octubre    | Jefe de Los Zetas en el norte de Monterrey Trasladado al penal del Topo Chico                |
| Gerardo Alejandro de León Jiménez | El Papas               |         | 21 de octubre    | Trasladado al penal del Topo Chico                                                           |
| Américo Orlando Soto Reyes        | El Bam Bam o El Junior | 23      | 26 de octubre    | Realizaba labores de halconeo                                                                |
| Saúl Becerra Reyes                | El Pelón o El Chueco   | 21      | 26 de octubre    | Realizaba labores de halconeo                                                                |
| Jesús Rafael Torres Bautista      | El Colitas             | 18      | 4 de noviembre   | Participó de manera directa amenazando con armas de fuego                                    |
| José Mejía Garza                  | El Flaco o El Negro    | 24      | 4 de noviembre   | Originario de Monclova, Coahuila                                                             |
| Jesús                             | Chuy Pestañas          | 16      | 4 de noviembre   |                                                                                              |
| Itzama                            | Chama                  | 16      | 4 de noviembre   |                                                                                              |
| Yesenia                           |                        | 17      | 4 de noviembre   |                                                                                              |
| Yaresi                            | Ale                    | 15      | 4 de noviembre   |                                                                                              |
| Hugo Iván Santos Doria            | El Monky o Manitas     |         | 9 de noviembre   | Participó como informante                                                                    |
| Baltazar Saucedo Estrada          | El Mataperros          |         | 5 de enero       | Autor intelectual y material del ataque Segundo al mando de la organización                  |

### Sentencia
Todos los detenidos fueron arraigados hasta que se les dictó sentencia alguna. El 27 de septiembre el menor de edad Alan Enrique fue liberado de las instalaciones del Centro de Menores porque no se encontraron pruebas para fincarle alguna responsabilidad, a pesar de que había sido delatado como presunto participante en el ataque al centro de apuestas por otros detenidos, aunque posteriormente fue detenido de nuevo.
El 27 de octubre a 10 de los 14 detenidos hasta entonces, se les concluyó la orden de arraigo, y la Procuraduría General de Justicia de Nuevo León les giró una orden de aprehensión por los delitos de homicidio calificado y agrupación delictuosa, siendo trasladados al penal de Topo Chico bajo un fuerte dispositivo de seguridad.

## Víctimas
La mayoría de las víctimas fueron personas de edad adulta, de edad avanzada mayores de 50 años y empleados del propio casino. De las 52 personas que fallecieron en el atentado, 10 son hombres y 42 mujeres, incluyendo dos mujeres embarazadas, una de ellas de 7 meses de gestación, de los cuales se identificaron a 45 personas, 35 fueron mujeres y 10 hombres, el resto se les tuvo que hacer pruebas para determinar su identidad, ya que sufrieron alto grado de calcinación. Todos murieron intoxicados, aunque siete cadáveres quedaron calcinados. La gran mayoría eran regiomontanos, pero también había dos de Tamaulipas. En tanto de los 10 lesionados, tres personas quedaron hospitalizadas sin riesgos.
Entre las víctimas, se encuentra Joaquín Martínez, tío de Silvia Landeros, una reconocida presentadora de Multimedios Televisión, así como la cuñada del exfutbolista Alfredo «Alacrán» Jiménez, de la cual no se ha difundido su condición.

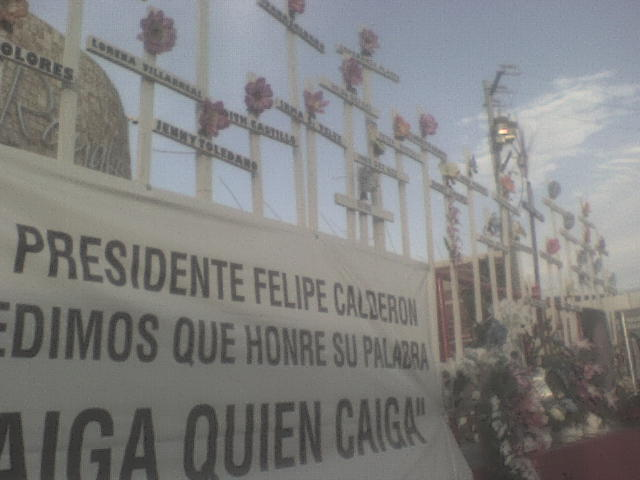
Manta y cruces colocadas dos meses después.

### Altar
Dos meses después del ataque familias de las 52 víctimas acudieron al lugar del siniestro para colocar  53 cruces blancas de madera con los nombres de cada una de las personas, más una con la palabra «bebé» por el niño que no alcanzó a nacer, asimismo, colocaron una manta en la que pidieron al presidente no olvidar el caso, en relación con los peritajes para que la federación se haga cargo:
3 años después del siniestro nuevamente acudieron al lugar de los hechos a poner un nuevo memorial aunque este no haya cumplido con lo que se había acordado con el gobierno del estado.

“Sr. Presidente Felipe Calderón
le pedimos que honre su palabra
"CAIGA QUIEN CAIGA"
confiamos en usted”

Alrededor de 50 personas familiares de las víctimas unieron sus manos y alzaron una oración por ellos y pidieron justicia, asimismo, civiles colocaron arreglos florales sobre la banqueta del ex centro de apuestas.

## Discrepancias
Académicos e intelectuales difieren en mucho sobre que el atentado de Monterrey haya sido un «acto terrorista», realmente el término ha sido empleado por el presidente de la República en conferencia de prensa manifestándose en contra de estos asesinos. Los académicos lo definen como un «repudiable acto criminal» y no como un acto terrorista; el terrorismo tiene características diferentes, en el terrorismo hay ideologías y doctrinas como el caso de ETA o el de ocurrido en Noruega recientemente. Los actos criminales del narcotráfico o de la delincuencia organizada no están definidos correctamente en la legislación de México y sus actos son ajustes de cuenta entre redes criminales, a diferencia de Colombia, que si ha manifestado en su carta magna lo que es y lo que no es un acto de narco-terrismo cometido contra la población civil.

## Reacciones

### Nacionales
- México: El presidente de México Felipe Calderón dijo que fue un acto de terrorismo por parte del crimen organizado, asimismo decretó tres días de luto nacional.[70][71]

#### Eventos cancelados
- Juan Manuel González, presidente del Festival Internacional de Cine de Monterrey en su séptma edición, canceló la alfombra roja de la película Viento en contra, producida y protagonizada por Bárbara Mori.[72]
- La corrida de toros en la plaza Monumental Monterrey Lorenzo Garza que festejaba los 74 años de su construcción, así como el homenaje al torero retirado Eloy Cavazos.[73]

### Internacionales
- Estados Unidos: El presidente de Estados Unidos Barack Obama tachó el ataque de «brutal» y «reprensible».[74]
- Alemania: La canciller de Alemania Angela Merkel envió sus condolencias a través de una rueda de prensa.[75]
- Francia: Francia a través de su portavoz Bernard Valero condenó los actos como una "barbarie que ha sacudido brutalmente la sociedad mexicana".[75]
- Costa Rica: La presidenta de Costa Rica Laura Chinchilla lo calificó como  "cobarde acto terrorista".[75]
- Panamá: El presidente de Panamá Ricardo Martinelli invitó a los países latinoamericanos a crear un "frente común" para combatir el crimen organizado.[75]

#### Organizaciones
- Organización de las Naciones Unidas: El secretario general de la Organización de las Naciones Unidas (ONU) Ban Ki-moon lo calificó como un «acto deplorable de violencia».[76]
- La Amnistía Internacional exigió una profunda investigación de los hechos, así como se solidarizó con los familiares de las víctimas y los habitantes de la región.[75]

### Disculpas públicas
El 31 de agosto de 2022 fueron expresadas disculpas públicas por parte del Subsecretario de Derechos Humanos, Alejandro Encinas Rodríguez, como seguimiento a una recomendación emitida por la Comisión Nacional de los Derechos Humanos. El evento se llevó a cabo en LABNL Lab Cultural Ciudadano, ubicado en Monterrey, Nuevo León, contando con la presencia de las familias de las víctimas a quienes Encinas Rodríguez les expresó las siguientes palabras: 
«Queremos ofrecer una disculpa honesta y sincera sin dobleces y sin ambigüedades, pues hay que reconocer que en este acto de terror y de barbarie se cometieron violaciones graves a los derechos humanos, a la legalidad, seguridad jurídica a la integridad física, seguridad personal y a la vida, en agravio de al menos 63 víctimas identificadas, de sus familias y de toda la sociedad de nuestro país.»